# 25 juillet 1963
Le jeudi 25 juillet 1963 est le 206e jour de l'année 1963.

## Naissances
- Béchir Zaâfouri, homme politique tunisien
- Denis Coderre, personnalité politique canadienne
- Dominique Battini, braqueur et membre présumé du gang de la brise de mer
- Gilberto Alcalá Pineda, arbitre mexicain de football
- Janet Boyle, athlète britannique
- Johan Creten, sculpteur belge
- José Vicente Arzó, cycliste handisport espagnol
- Julian Hodgson, joueur d'échecs britannique
- Louis Lymburner, écrivain québécois
- Marc Smith, historien et paléographe français
- Mohamed Bouhalla, athlète algérien
- Olivier Chiabodo, producteur de radio et de télévision et un animateur audiovisuel français
- Philippe Demougeot, architecte et architecte d’intérieur français
- Sabina Guzzanti, actrice italienne
- Valentine Rugwabiza, femme d'affaires, femme politique et diplomate rwandaise

## Décès
- Charles Moss (né le 6 mars 1882), coureur cycliste britannique
- Gösta Stoltz (né le 9 mai 1904), joueur d'échecs suédois
- John Acea (né le 11 septembre 1917), pianiste de jazz américain
- Ugo Cerletti (né le 26 septembre 1877), psychiatre et neurologue italien